# Klasyfikacja Forrestera
Klasyfikacja Forrestera – klasyfikacja ostrej niewydolności serca oparta na objawach klinicznych i cechach hemodynamicznych. 
- Klasa I – chorzy bez objawów hipoperfuzji obwodowej i bez cech zastoju w płucach; CI > 2,2 l/min/m2, PCWP <18 mm Hg. Śmiertelność w tej grupie wynosi 2,2%.
- Klasa II – chorzy z izolowanym zastojem w płucach, bez objawów hipoperfuzji obwodowej; CI > 2,2 l/min/m2, PCWP > 18 mm Hg. Leczenie tej grupy chorych opierać się powinno na podaniu diuretyków, leków rozszerzających naczynia (nitrogliceryna, nitroprusydek sodu). Śmiertelność – 10,1%.
- Klasa III – chorzy ze wstrząsem hipowolemicznym, z objawami hipoperfuzji obwodowej, ale bez cech zastoju w płucach. CI < 2,2 l/min/m2, PCWP <18 mm Hg. Leczenie – przetaczanie płynów. Śmiertelność w tej grupie chorych – 22,4%.
- Klasa IV – chorzy we wstrząsie kardiogennym, z objawami hipoperfuzji obwodowej i cechami zastoju w płucach. CI < 2,2 l/min/m2, PCWP >18 mm Hg. Jeżeli ciśnienie tętnicze krwi jest prawidłowe należy podać leki rozszerzające naczynia; jeżeli ciśnienie tętnicze jest obniżone – leki inotropowe i obkurczające naczynia. Śmiertelność wynosi 55,5%.

Klasyfikacja opracowana przez Forrestera w 1976 roku.